# Neuenmarkt
Neuenmarkt – miejscowość i gmina w Niemczech, w kraju związkowym Bawaria, w rejencji Górna Frankonia, w regionie Oberfranken-Ost, w powiecie Kulmbach. Leży przy drodze B303 i linii kolejowej Monachium – Drezno oraz  Lichtenfels/Stadtsteinach – Hof.
Gmina położona jest 9 km na wschód od Kulmbach, 33 km na południowy zachód od Hof i 16 km na północ od Bayreuth.

## Dzielnice
W skład gminy wchodzą następujące dzielnice: 
| - Ebersbach - Fölschnitz - Forstlasmühle - Haaghof - Hauenreuth - Heinersreuth - Höllgraben | - Kauerndorf - Ködnitz - Leithen - Listenberg - Meierhof - Mühlberg - Pinsenhof |

## Polityka
Wójtem jest Siegfried Decker z SPD. Rada gminy składa się z 17 członków:
|      | CSU/Związek Wyborczy | SPD/Otwarta Lista | Wolni Wyborcy | Razem     |
| 2002 | 5                    | 9                 | 3             | 17 miejsc |

## Zabytki i atrakcje
- Niemieckie Muzeum Lokomotyw Parowych (Deutsches Dampflokomotiv-Museum)